# Pablo Daniel Cano Fernández
Pablo Daniel Cano Fernández es un pintor cubano nacido en La Habana, Cuba, el 11 de marzo de 1961.

## Exposiciones Personales
Entre sus exposiciones personales más significativas se encuentran en 1980  "Pablo Cano. Pupil Progress". Meeting Point Art Center, Coral Gables, Florida, Estados Unidos. En el 1983 "Project Saussaies Vernissage". París, Francia. Tres años después en 1986  muestra"Animated Altarpieces". Master of Fine Art Exhibition. Queens College, Nueva York.
Ya en la década de los 90 en el 1992 se presenta con '"The Pursuit of Love". Nye Gómez Gallery, Baltimore, Maryland,EE.UU. Y en el 2002 "The First Reunion". Museum of Contemporary Art, North Miami, Florida, EE.UU.

## Exposiciones Colectivas
A partir de 1976 comienza a participar en exposiciones colectivas como "Brown López Brown Arquitects", Coral Gables, Florida, EE. UU. En 1980 "7th Biennial International Art Exhibition". United Nations (UN), Nueva York. En 1981 Quinta Bienal de San Juan del Grabado Latinoamericano. San Juan, Puerto Rico. En 1984 "New Talent". Hal Bromm Gallery, Nueva York, y en 1997 "Breaking Barriers. Selections from the Museum of Art’s Permanent Contemporary Cuban Collection". Museum of Art, Fort Lauderdale, Florida, EE.UU

## Premios
En su carrera ha obtenido diversos premios entre los que se pueden mencionar el obtenido en 1979  "Best in Show". Wolfson Campus, Miami Dade Community College, Miami, Florida, Estados Unidos. Así mismo en  1980 gana el "Channel 2 Art Auction Award", Miami, Florida, Estados Unidos. y entre 1983-1984 le otorgan el"Cintas Foundation Fellowship", Nueva York, Estados Unidos.

## Obras en Colección
Su trabajo forma parte de las colecciones de varias instituciones estadounidenses entre ellas
el "Cintas Foundation", Nueva York, del Mural Project 1982, Chalet Olé, Dania, Florida, EE. UU.
el "Museo Cubano de Arte y Cultura", Miami, Florida, EE. UU. y el "Museum of Art", Fort Lauderdale, Florida, Estados Unidos.
- Datos: Q5494415